# Gießen 46ers
Gießen 46ers är en basketklubb från Gießen i Tyskland. 
Gießen 46ers är det enda laget som alltid varit med i Basketball-Bundesliga sedan ligan infördes 1966. Gießen 46ers grundades som en basketsektion i MTV Gießen 1937. Under 1990-talet blev elitlaget en egen förening. Klubben har haft följande namn: MTV 1846 Gießen, Gießen Flippers och Avitos Gießen.

## Meriter
- Tyska mästare i basket: 1965, 1967, 1968, 1975, 1978
- Tyska cupmästare: 1969, 1973, 1979